# اکاچیپاتی
اکاچیپاتی (به انگلیسی: Akkachipatti) یک منطقهٔ مسکونی در هند است که در تامیل نادو واقع شده‌است.